# Natalie Hauswirth
Natalie Hauswirth (16 maggio 1997) è un'ex sciatrice alpina svizzera.

## Biografia
Attiva in gare FIS dal novembre del 2013, in Coppa Europa la Hauswirth ha esordito il 2 febbraio 2016 a Davos in discesa libera (34ª), ha ottenuto il miglior piazzamento il 21 dicembre 2017 in Val di Fassa/Passo San Pellegrino nella medesima specialità (14ª) e ha preso per l'ultima volta il via il 14 marzo 2018 a Soldeu/El Tarter in supergigante (48ª). Si è ritirata al termine di quella stessa stagione 2017-2018 e la sua ultima gara è stata lo slalom speciale dei Campionati svizzeri 2018, disputato l'8 aprile a Meiringen e chiuso dalla Hauswirth al 19º posto; non ha debuttato in Coppa del Mondo né preso parte a rassegne olimpiche o iridate.

## Palmarès

### Coppa Europa
- Miglior piazzamento in classifica generale: 116ª nel 2018

### Campionati svizzeri
- 1 medaglia:
  - 1 argento (combinata nel 2018)